# Transrarău

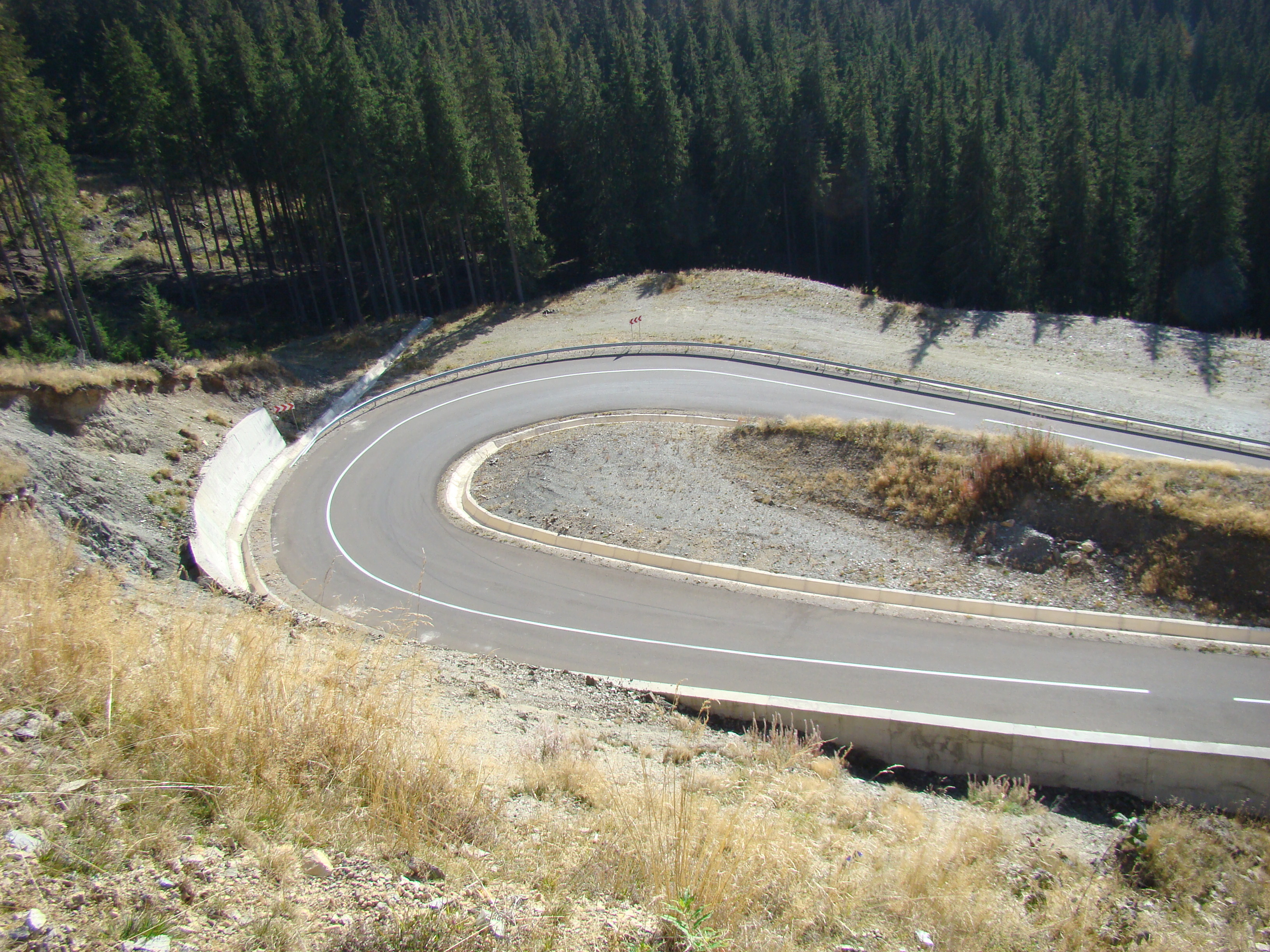
Transrarău, foto: octombrie 2014.

Norii văzuţi de pe Transrarău

Transrarăul (DJ175B) este o șosea montană care face legătura dintre Valea Bistriței și Valea Moldovei.
Drumul pornește din Pojorâta, urcă Munții Rarău până în apropiere de Pietrele Doamnei – Rarău și apoi coboară spre Valea Bistriței, până în localitatea Chiril.
El face legătura între drumul național DN17B și Masivul Rarău, iar după modernizarea terminată în 2014 a fost impusă restricția de tonaj, astfel încât drumul turistic să fie folosit doar de autoturisme și de autovehicule cu masa sub 3,5 tone.
Acest drum este încadrat în categoria a patra de viabilitate, ceea ce înseamnă că pe perioada iernii nu va fi deszăpezit cu prioritate, însă el va putea fi deschis pe perioada sezonului rece în funcție de solicitările existente.
Pentru turiști, noua șosea ușurează accesul către cabana Rarău, Pietrele Doamnei și Mănăstirea Rarău.

## Imagini

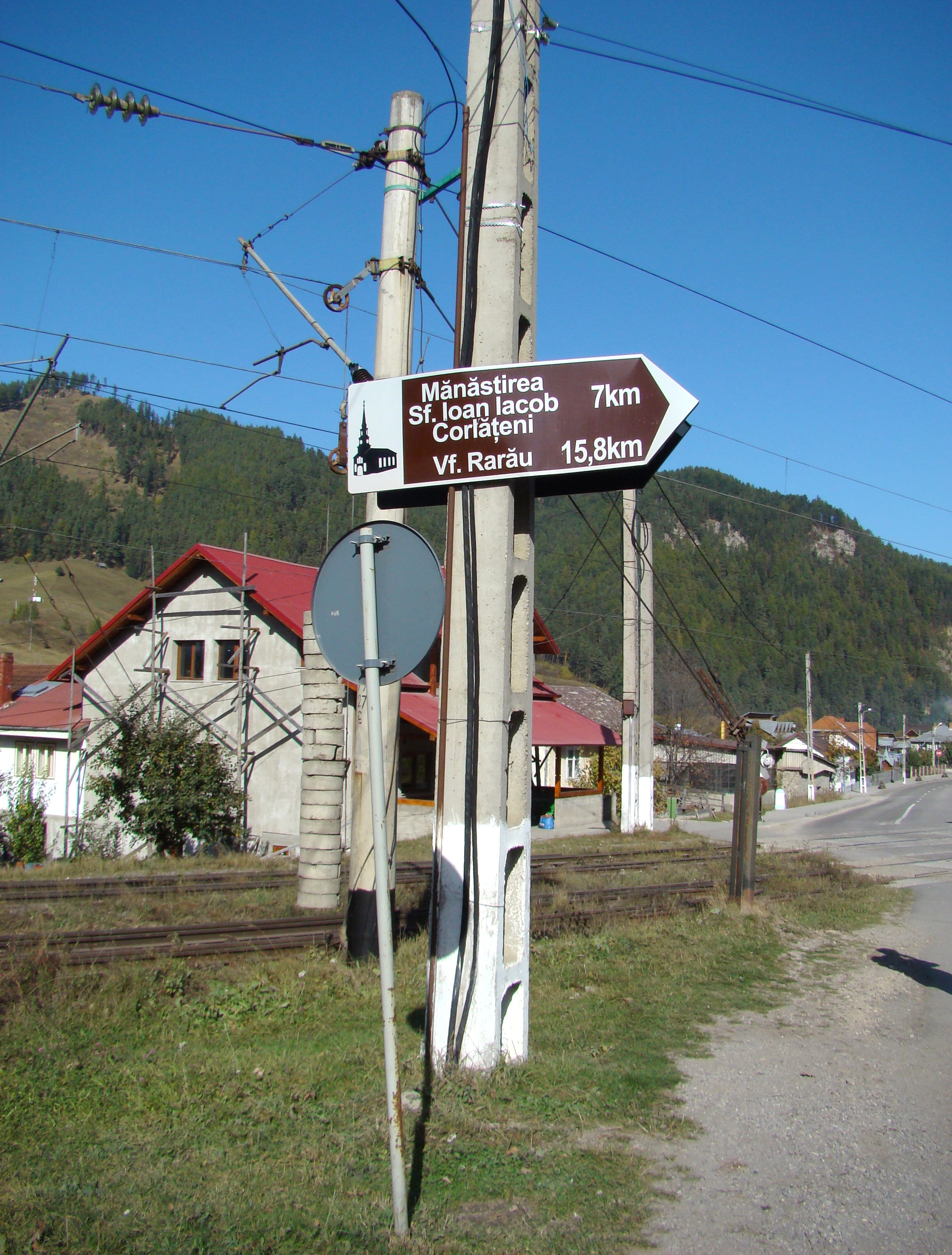
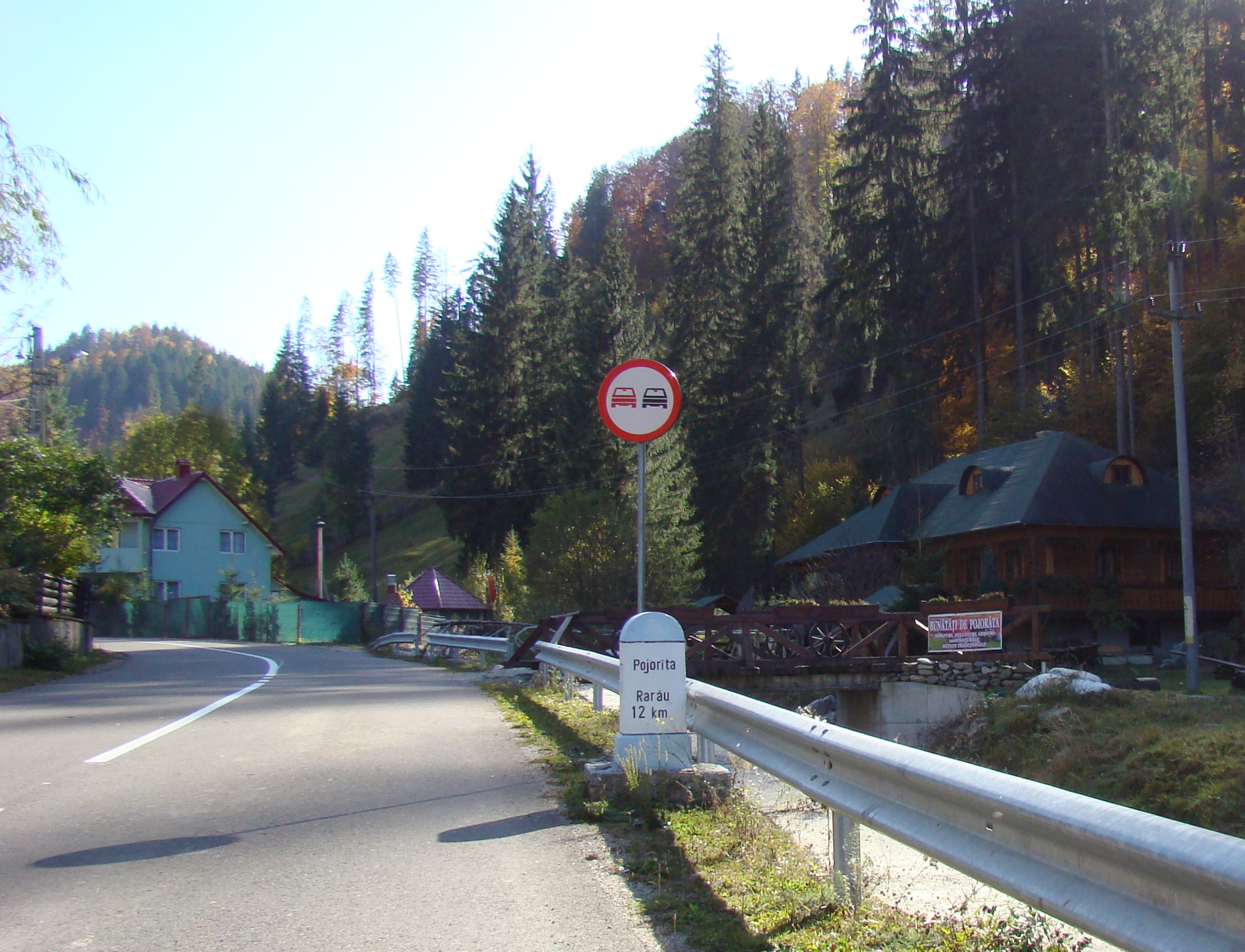
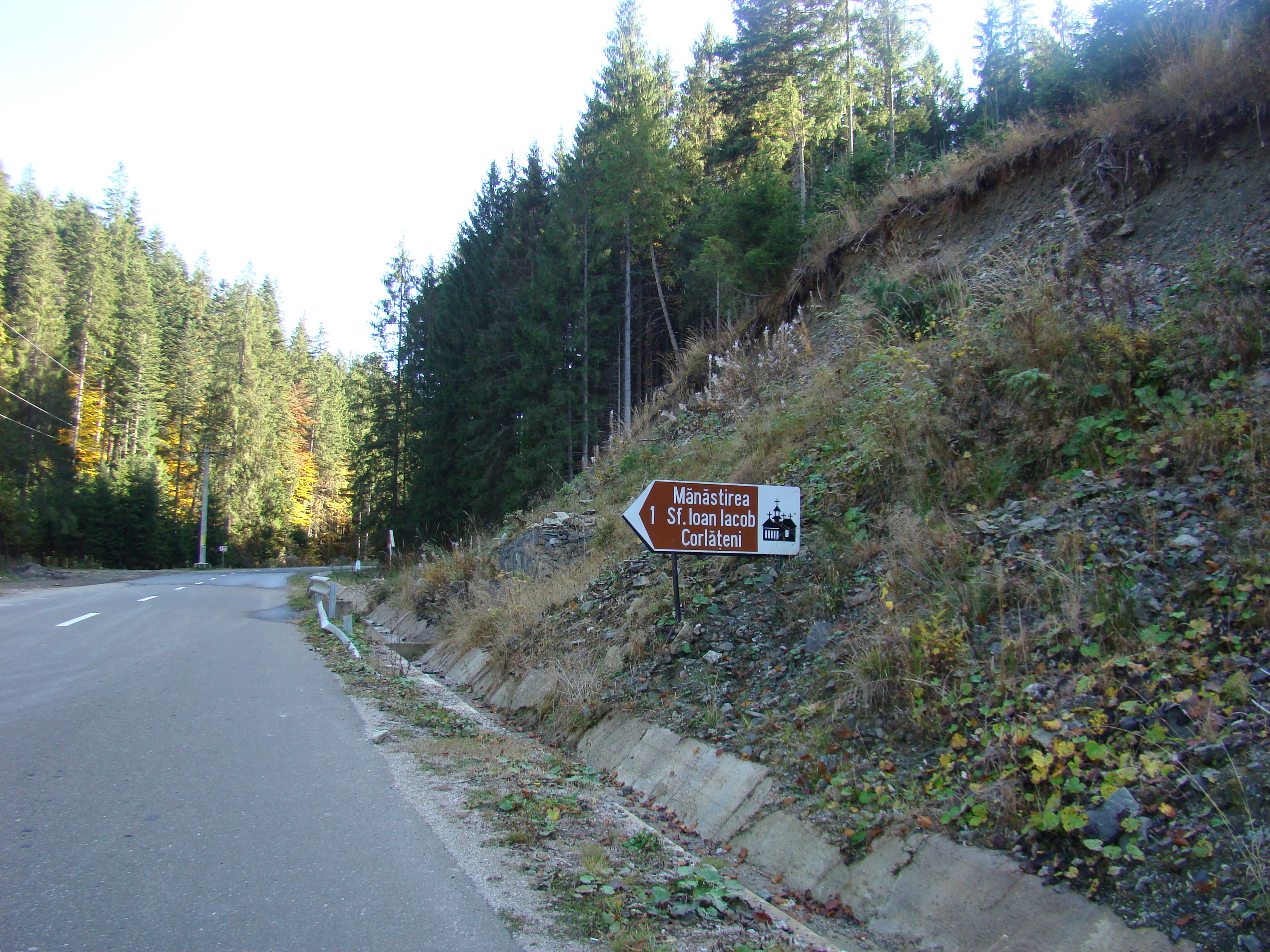
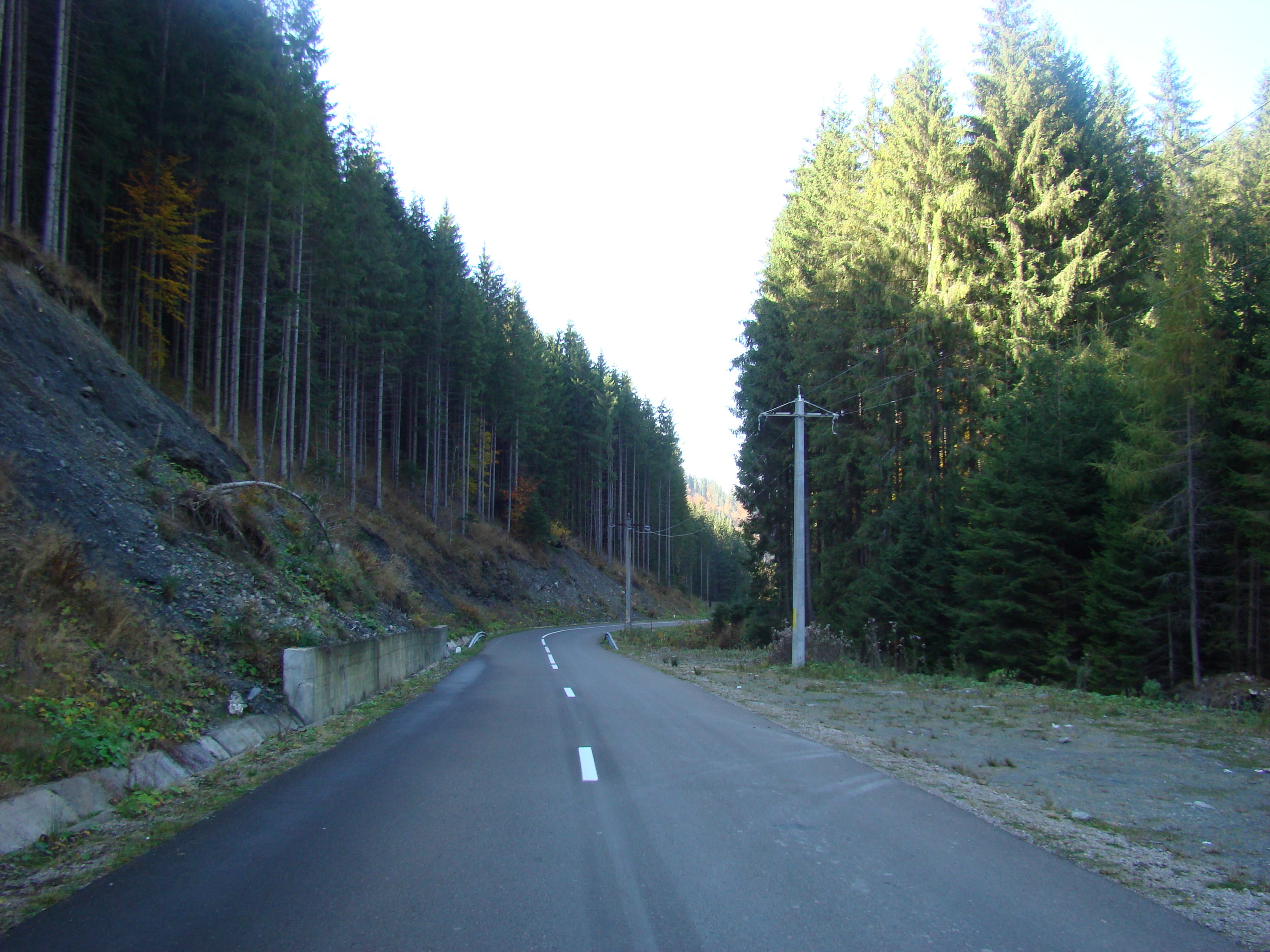
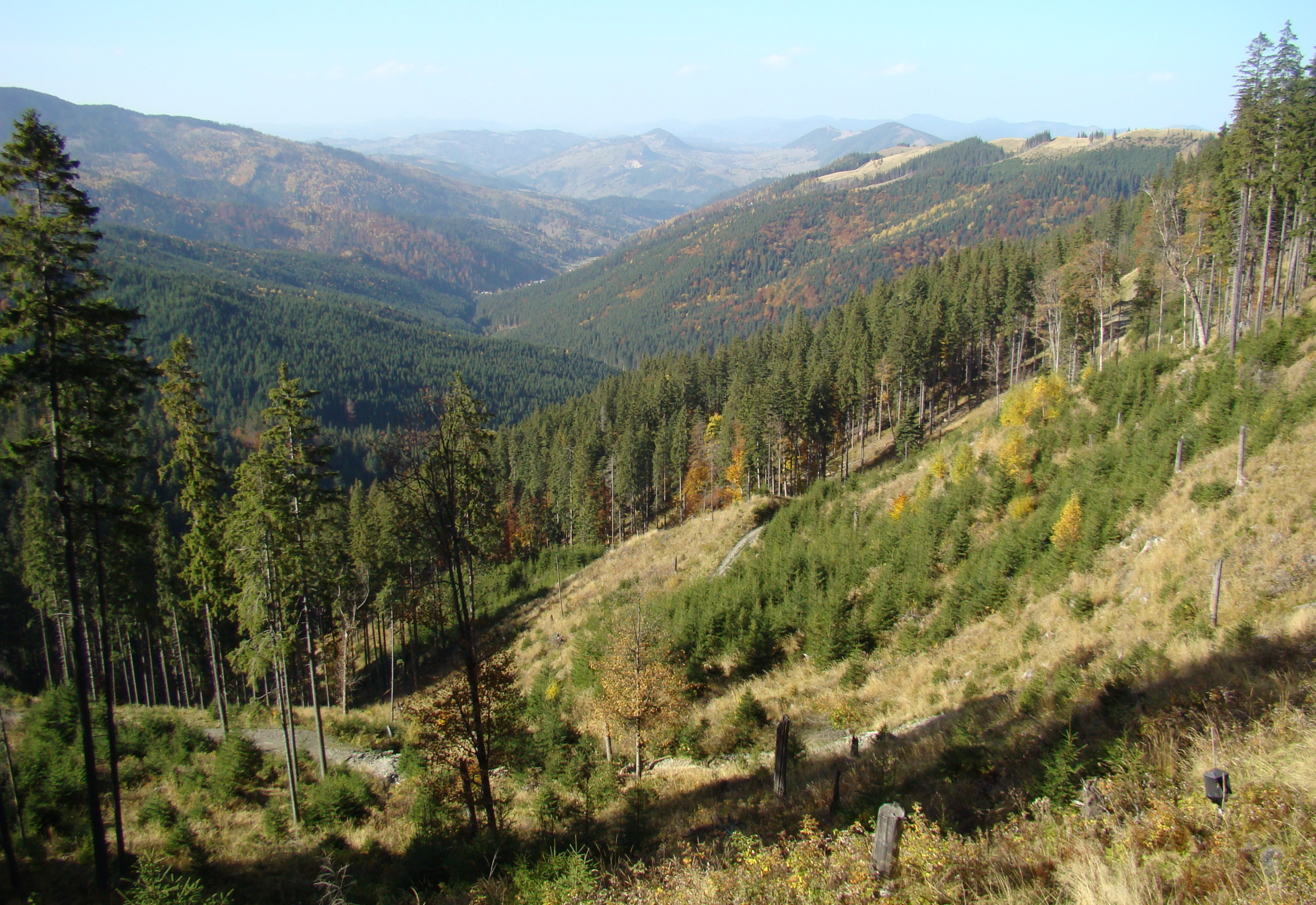
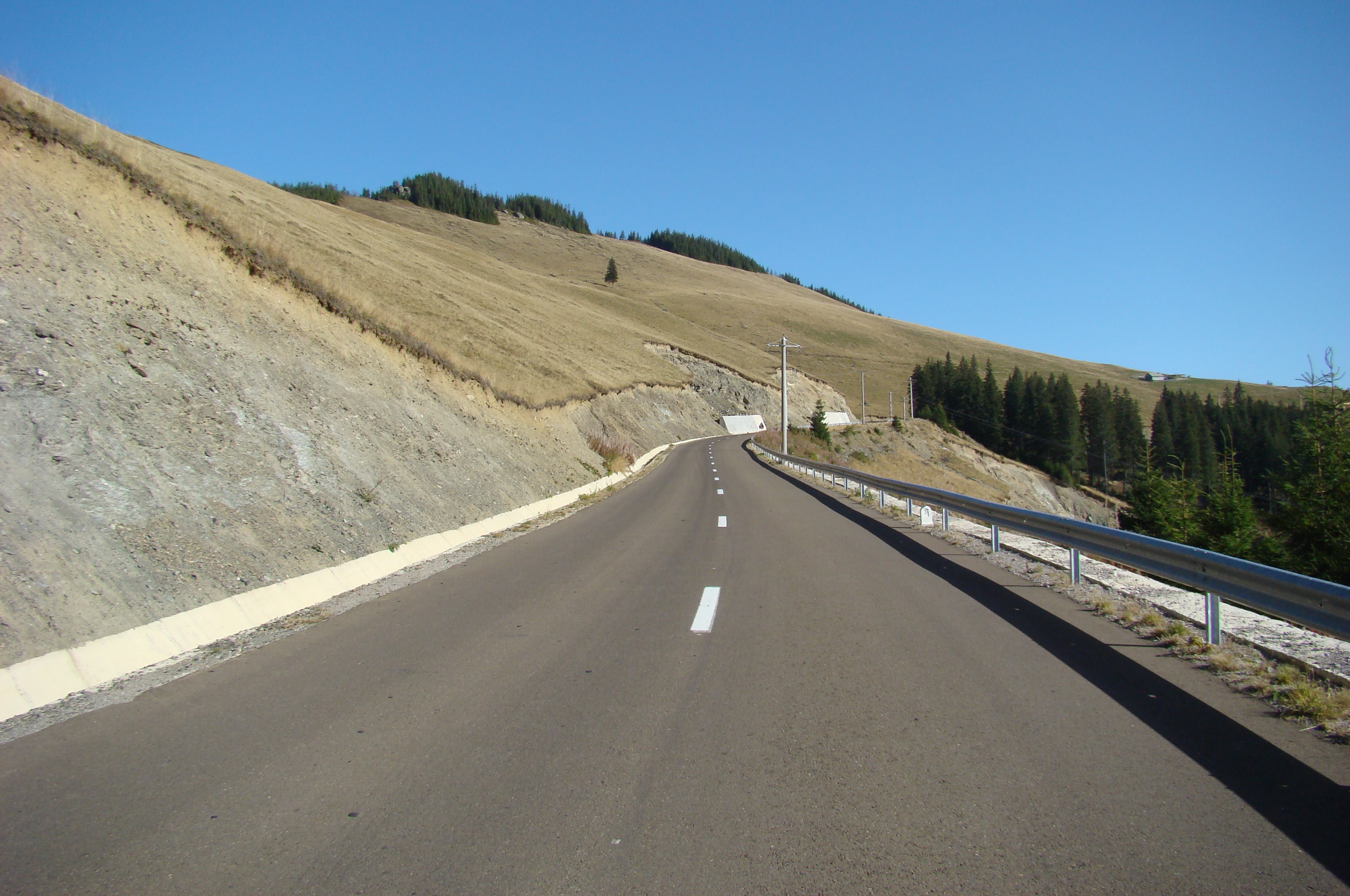
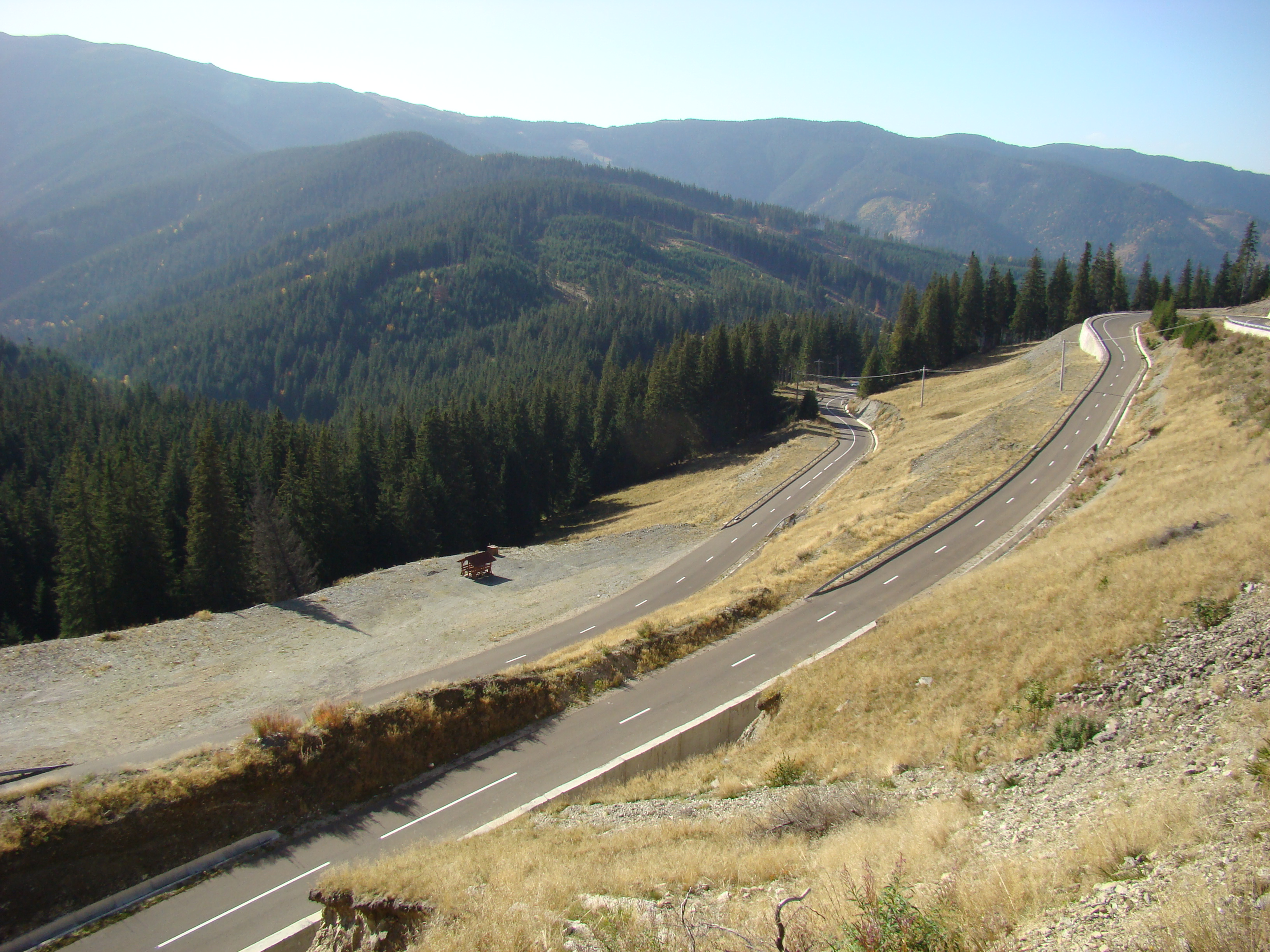
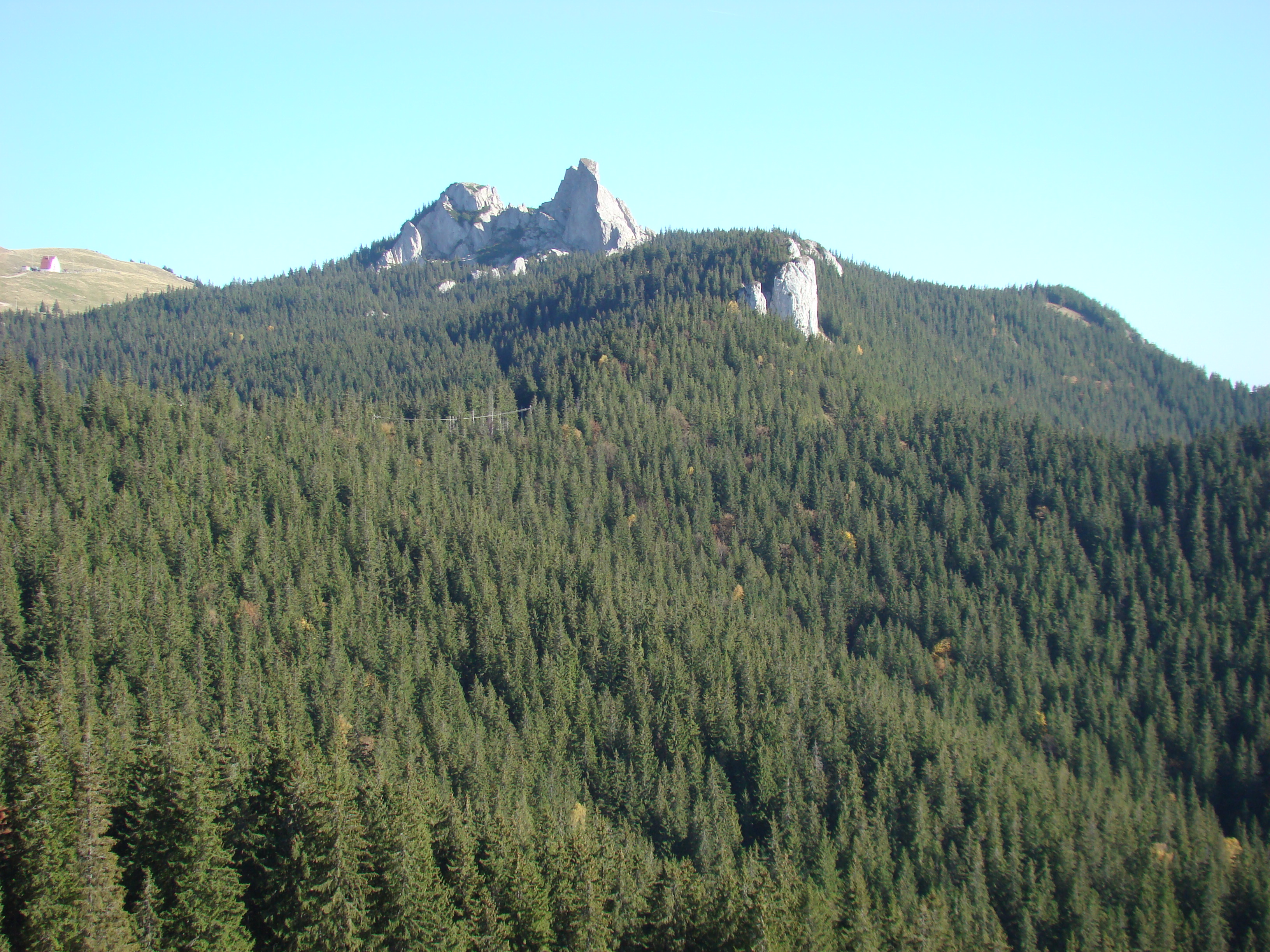
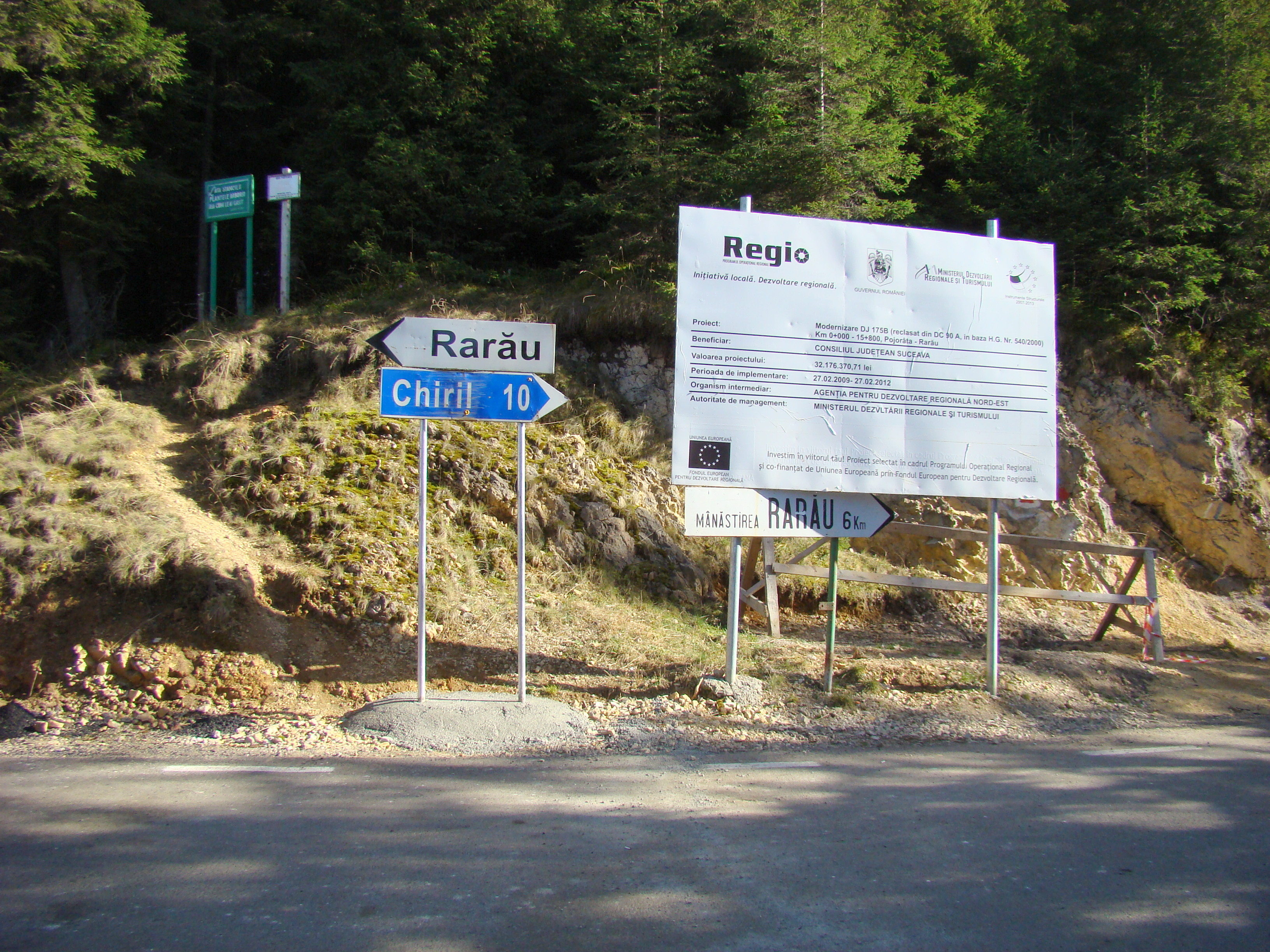
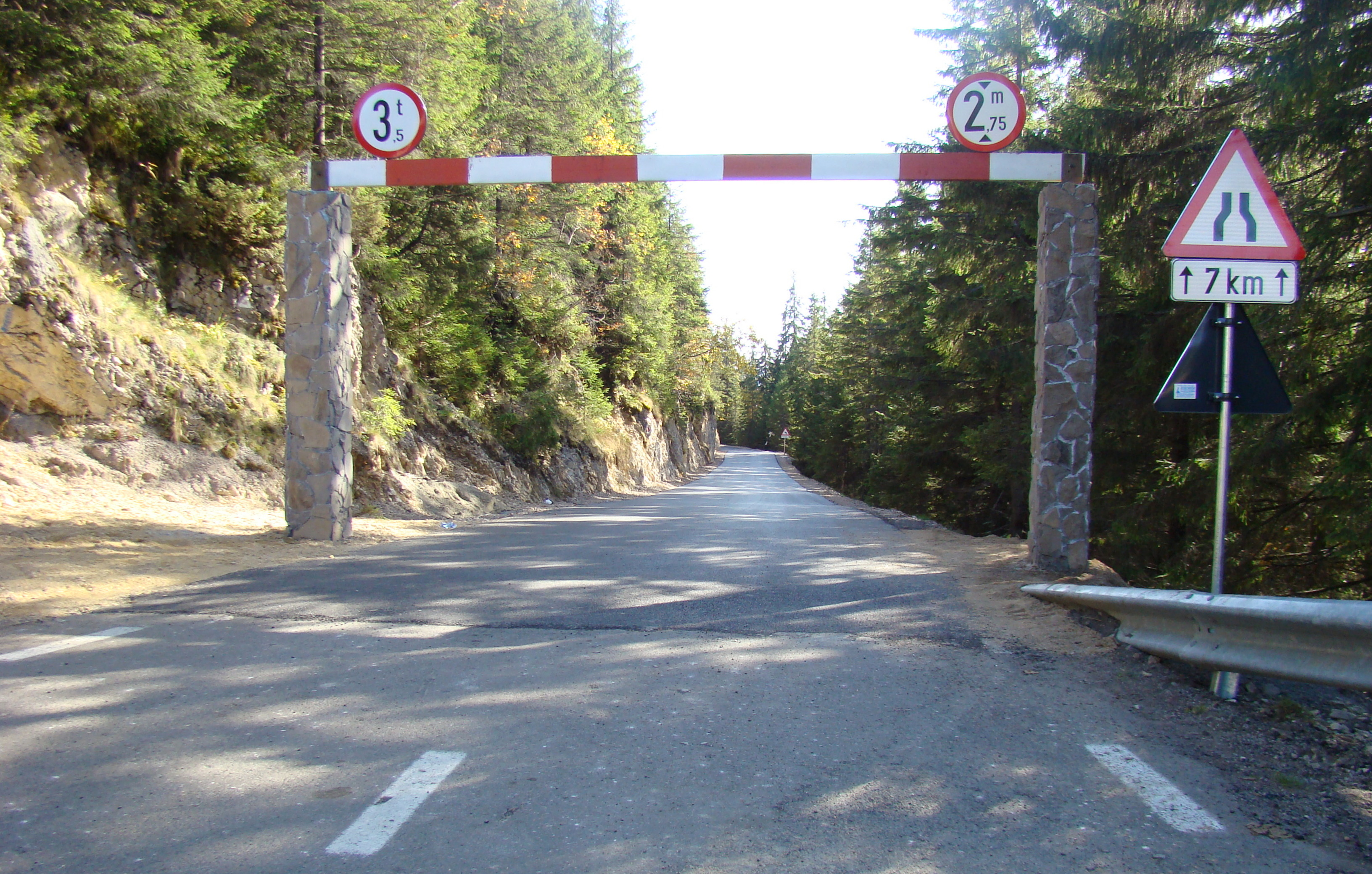
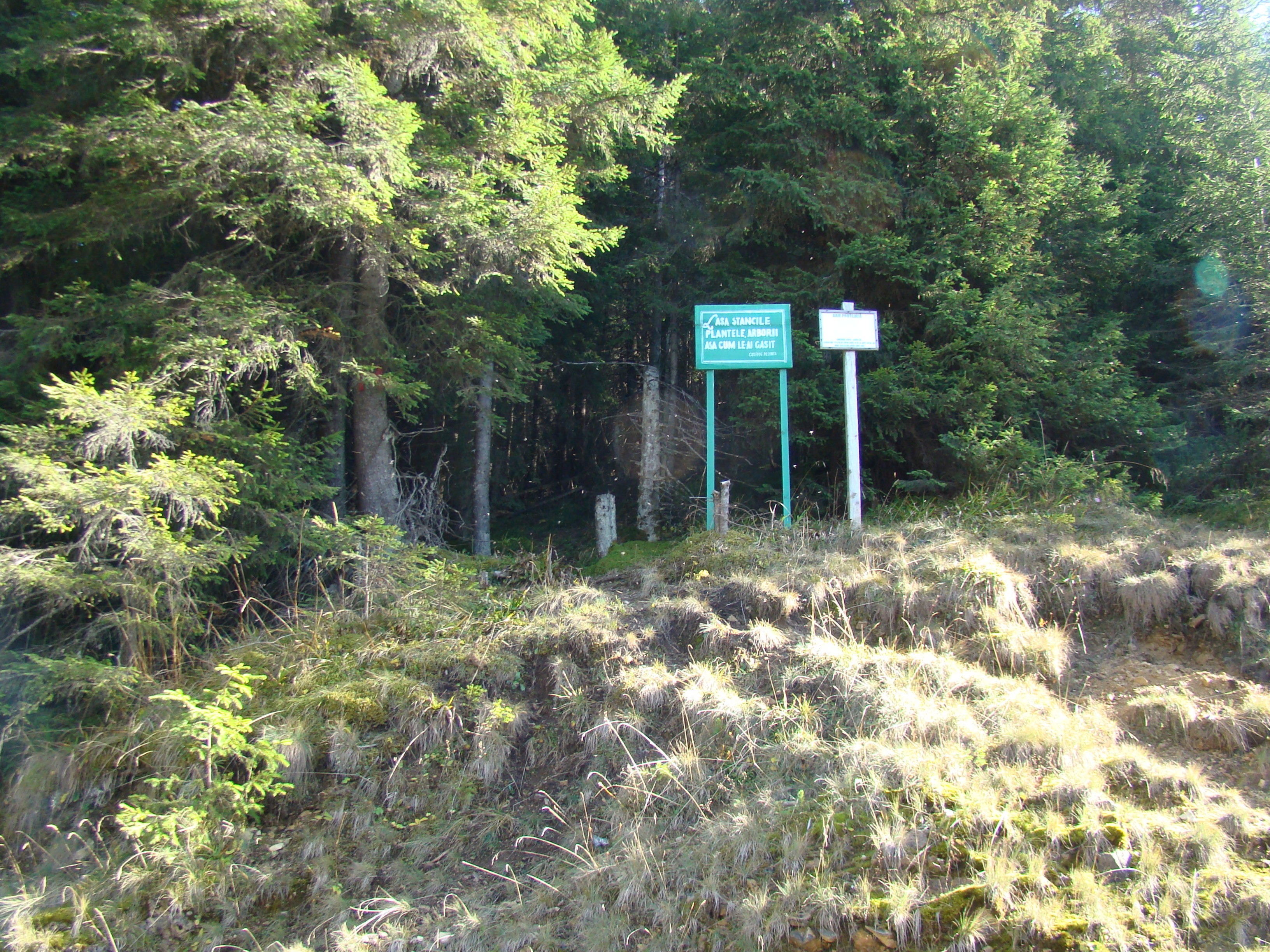
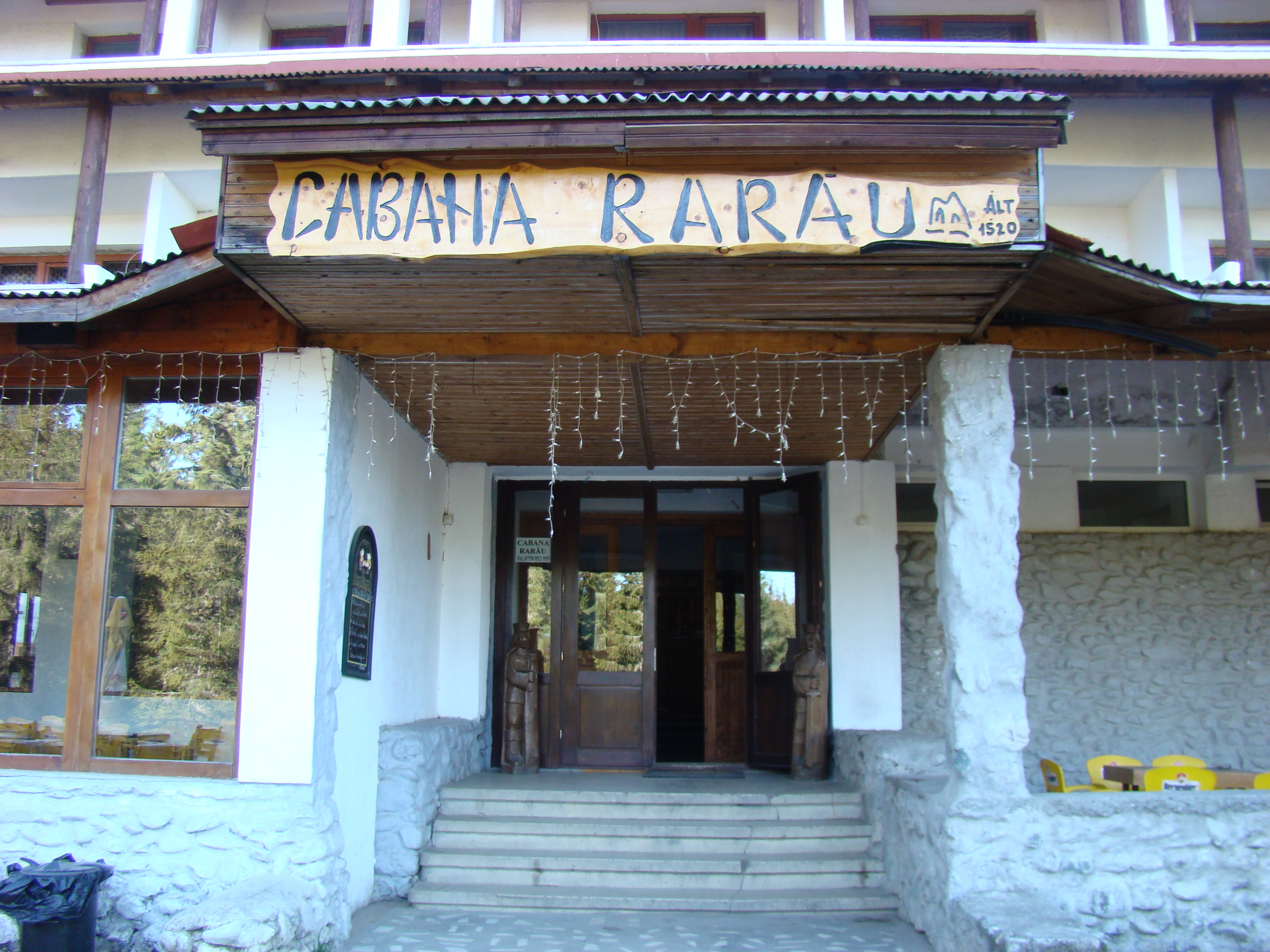
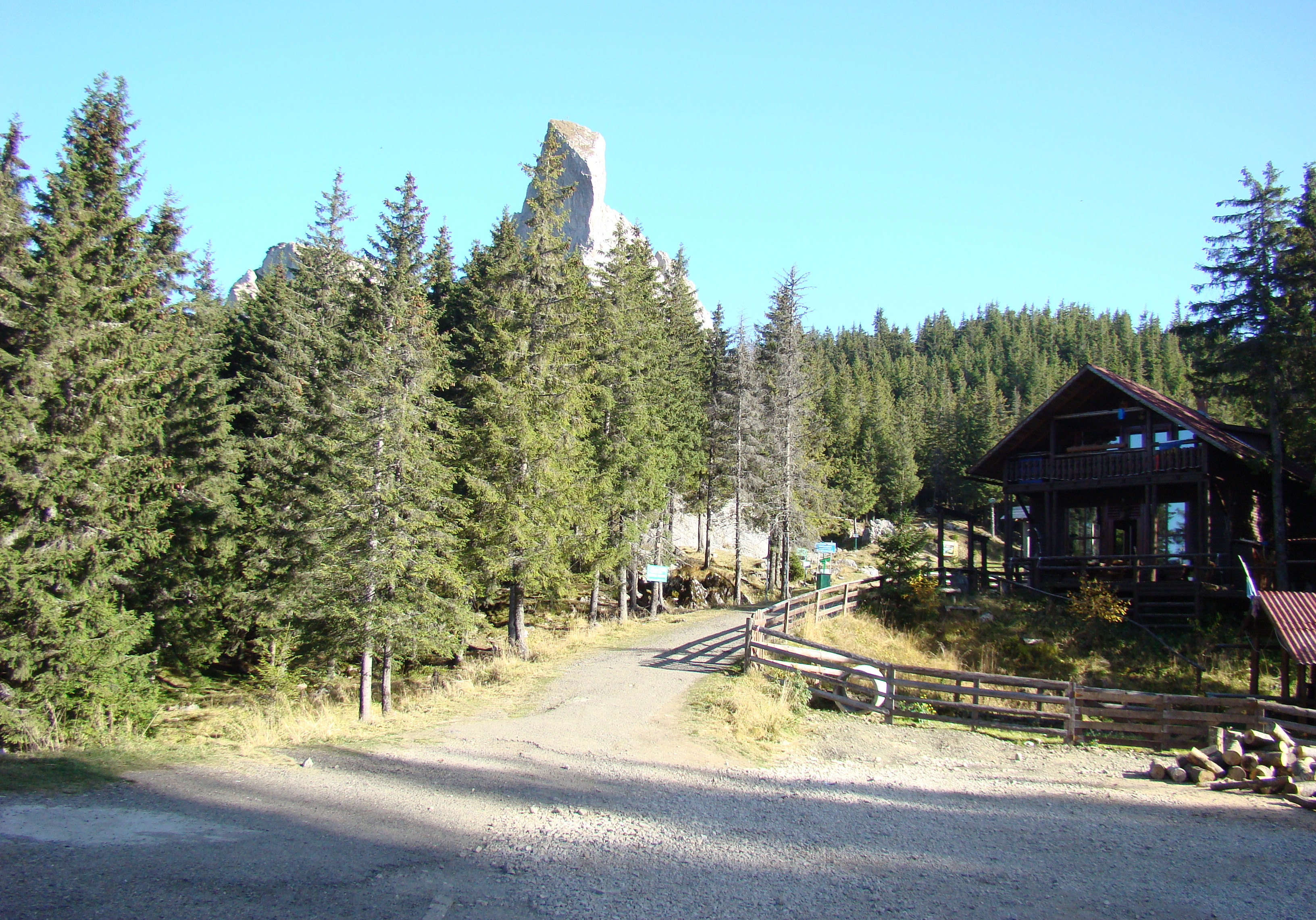
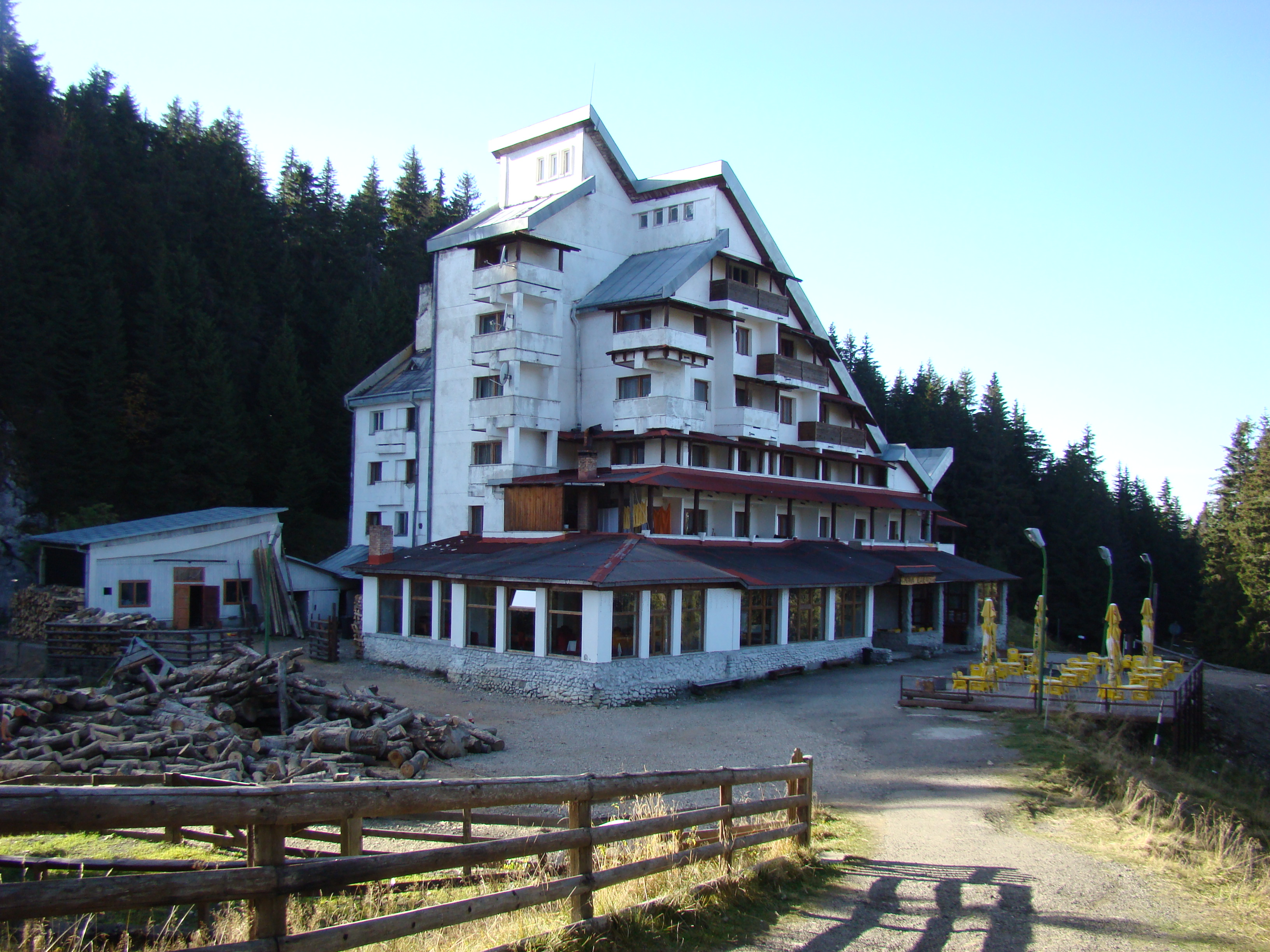
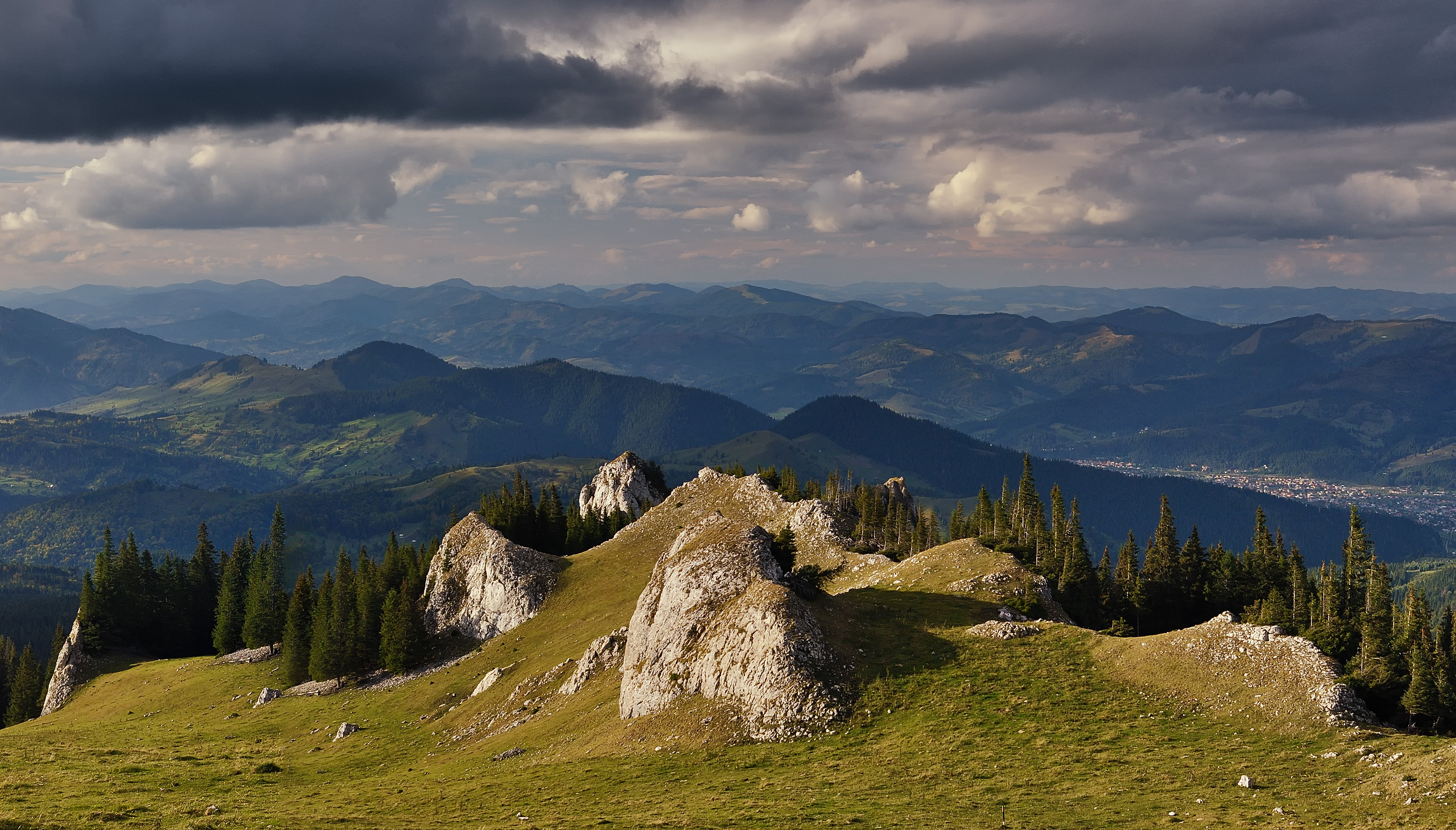